# Stephen Herek
Stephen Robert Herek, född 10 november 1958 i San Antonio i Texas, är en amerikansk filmregissör. Han har arbetat som filmregissör sedan 1986, och bland hans mest kända verk finns filmerna Critters (1986), Bill & Teds galna äventyr (1989), Mästarna (1992), De tre musketörerna (1993), Herr Hollands opus (1995) och 101 dalmatiner (1996). Han har även regisserat filmerna Rock Star (2001), Life or Something Like It (2002) och Man of the House (2005). 
Herek har under många år hållit sig till att regissera olika TV-filmer och filmer släppta direkt till DVD. Bland dessa filmer märks Picture This (2008), Into the Blue 2: The Reef (2009) och The Chaperone (2011).